# Eduard Hackel
Eduard Hackel (Haida, Bohemen, 17 maart 1850 - Attersee, Opper-Oostenrijk, 2 februari 1926) was een Oostenrijkse botanicus. Zijn vader was dierenarts in Haida. Hij was getrouwd en had een zoon.
Hackel studeerde aan het Polytechnisch Instituut in Wenen, en werd vervangend leraar aan een middelbare school in Sankt Pölten in 1869. Hij werd hoogleraar natuurlijke historie met het verkrijgen van zijn onderwijsbevoegdheid in 1871 en behield deze positie tot aan zijn pensionering in 1900. Hij publiceerde zijn eerste artikelen over grassen in 1871 en werd al snel bekend als wereldexpert op het gebied van de grassenfamilie (Poaceae). Terwijl hij slechts een enkele verzamelreis naar Spanje en Portugal ondernam, was hij belast met het werken aan collecties van grassen uit voornamelijk Japan, Taiwan, Nieuw-Guinea, Brazilië en Argentinië. Afgezien van de systematiek droeg Hackel ook bij aan de morfologie en histologie van de leden van het grassenfamilie.
De geslachten Hackelia (Boraginaceae) en Hackelochloa (Poaceae) zijn naar hem vernoemd.

## Belangrijke werken
- Monographia festucarum europeaearum 1864
- Gramineae in Martius' Flora Brasiliensis, 1883,
- Catalogue raisonné des graminées du Portugal. 1880.

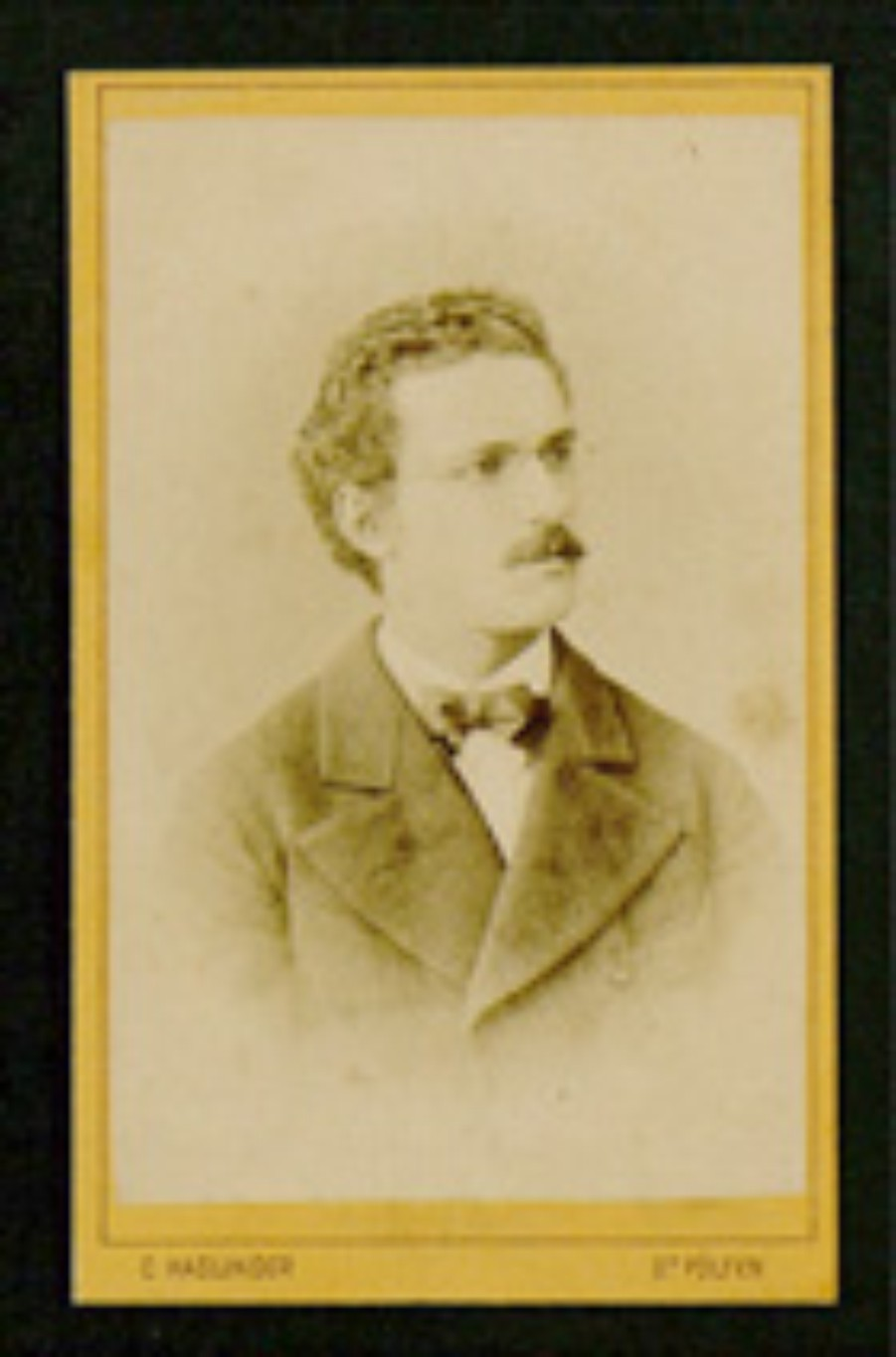
Eduard Hackel in 1879

- Bibliothèque nationale de France: cb12564025v (data)
- Author citation (botany): Hack.
- Gemeinsame Normdatei: 117641197
- International Standard Name Identifier: 0000 0000 8382 1795
- Library of Congress Control Number: no2014012962
- Nederlandse Thesaurus van Auteursnamen: 123940419
- Istituto Centrale per il Catalogo Unico: UTOV556607
- SNAC: w6bm77hd
- Système universitaire de documentation: 08590810X
- Museum of New Zealand Te Papa Tongarewa: 30769
- Virtual International Authority File: 51806843
- WorldCat: E39PBJj8VdbPWqYX9qqfVJPG73